# Pasquale Stafano
Pasquale Stafano (Stornarella, 2 dicembre 1972) è un compositore e pianista jazz italiano.
Diplomato in pianoforte nel 1994 e in jazz nel 2000 presso il Conservatorio "Umberto Giordano" di Foggia e Laureato in Economia e Commercio presso l'Università degli studi di Foggia.
Ha fondato insieme al bandoneonista Gianni Iorio il Nuevo Tango Ensamble nel 1999. Con i suoi progetti svolge un'intensa attività concertistica in tutto il mondo in rassegne musicali, festival e jazz club come Jarasum International Jazz Festival in Corea del Sud, Jazz au chellah in Marocco, Düsseldorfer Jazz Rally, Nymphemburger Sommer Festival in Germania, Duc des lombardes in Francia,  Porgy & Bess in Austria, Cracjazz, Jazznastarowce e Piwica pod baranami in Polonia, Bolzano Jazz & Other, Bucarest Music Festival, Fivizzano International Festival, Macerata Jazz Festival, Heundae Jazz Festival e Sea Real Music Festival a Pusan in Corea del Sud, Auditorium "U. Agnelli" IIC di Tokyo, Hong Kong Jazz Festival, Beishan International Jazz Festival, Gaume Jazz Festival in Belgio e molti altri..
Ha collaborato con l'Orchestra della Magna Grecia di Taranto e con l'Orchestra Umberto Giordano di Foggia e l'Orchestra Tipica “Alfredo Marcucci” di Torino.
Collabora con Gabriele Mirabassi, Javier Girotto, Michele Rabbia, Fabrizio Bosso, Max Ionata, Roberto Ottaviano, Michele Placido, Valtinho Anastacio, Yeahwon Shin.
È stato invitato come ospite musicale su Rai 2 per sei puntate (15 e 16 dicembre 2011, 2 gennaio 2012, 25, 26 aprile 2012, 8 maggio 2012) nella trasmissione I fatti vostri di Michele Guardì con esibizione in diretta TV.
Intervistato su Rai Radio 1 nella trasmissione Suoni d’estate, Radio Città Futura, Rai Radio 3 esibizione in diretta ed intervista con Valerio Corzani nella trasmissione Fahrenheit, Rai International, Radio Capital e altre. Ha partecipato a varie trasmissioni musicali con interviste e concerti presso importanti emittenti Coreane come EBS TV, MBC e altre.
Co-compositore insieme al compositore Jungbum Kim ed arrangiatore di due brani della colonna sonora del film coreano "Chronicle of a blood Merchant" del regista Ha Jung-Woo uscito nelle sale cinematografiche nel 2015.
Una sua composizione intitolata "Milonguita" è stata arrangiata ed incisa, nel 2016 dall'ensemble 12 Cellisten der Berliner Philharmoniker, tutti membri della celeberrima orchestra tedesca, nell'ultimo disco intitolato "Hora Cero" prodotto da Sony Classical. Il CD contiene brani di Astor Piazzolla, Horacio Salgan, Sarli e Pasquale Stafano.
IL 24 settembre 2021 è stato pubblicato il nuovo album intitolato "Sparks" prodotto dalla prestigiosa etichetta jazz tedesca Enja Records di Matthias Winckelmann.
È l'ideatore e direttore artistico del festival Reali siti in tango & jazz che si tiene dal 2010 nella città di Stornarella.
Svolge un'intensa attività didattica. Ha tenuto masterclass e workshop a Seul, Hong Kong, Losanna, Taipei, Pusan e in Italia.

## Discografia
- Astor's Mood (Realsound 2002)
- A night in Vienna for Astor Piazzolla "Live Album" (Philology 2005)
- Tango Mediterraneo (Jazzhaus Records 2008)
- D'impulso (Jazzhaus Records 2011)
- Nocturno (Enja Records 2016)
- Mediterranean Tales (Enja Records 2020)
- Sparks (Enja Records 2021)[2]